# Dancing Man

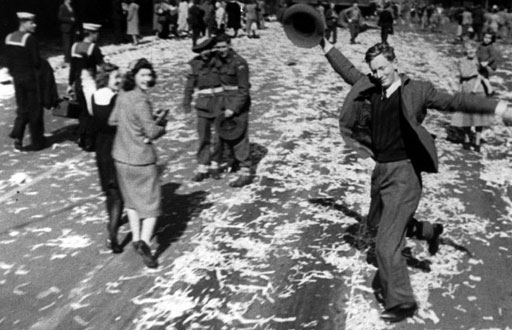
Le "Dancing Man" en train de dancer dans "Elizabeth Street " .Photographie de Movietone News daté du 15 Août 1945.

Dancing Man est le nom donné à une photographie d'un homme filmé en train de danser dans la rue à Sydney en Australie à la fin de la Seconde Guerre mondiale. Le 15 août 1945, un journaliste remarque l'expression et la danse joyeuse d'un homme et lui demande de le faire à nouveau. L'homme y consent et est filmé dans une édition australienne du film d'actualités de la Movietone News. Le film et les photos qui en ont été tirées ont pris le statut d'icônes dans l'histoire et la culture australienne et symbolisent la victoire dans la guerre.

## Identité
Il y a eu beaucoup de débat quant à l'identité du dancing man. Frank McAlary, un avocat à la retraite affirme qu'il est l'homme photographié pirouettant dans Elizabeth Street le 15 août 1945. Un conseil de la Reine, Chester Porter, et un ancien juge de la cour d'indemnisation, Barry Egan, affirment tous deux avoir vu M. McAlary filmé en train de danser. La série télévisée Where Are They Now, produite par la chaîne australienne de télévision Seven Network, a essayé de résoudre le mystère de l'identité du dancing man. Il a été fait appel à un spécialiste de la science forensique qui a examiné la bobine de film et l'image et a conclu qu'il s'agissait bien de McAlary.
La Monnaie royale australienne cependant a choisi Ern Hill pour représenter le dancing man sur une pièce de 1 $ (en) émise en 2005 pour commémorer les 60 ans de l'armistice de la Seconde Guerre mondiale. M. Hill a déclaré que « la caméra est arrivée et j'ai fait quelques sauts autour ». La pièce, sculptée par Wojciech Pietranik (en), ne porte aucun nom. 
Rebecca Keenan, de Film World Pty. Ltd., dit que le danseur peut être Patrick Blackall. M. Blackall a affirmé : « Je suis le véritable dancing man » et a signé des déclarations statutaires selon lesquelles il est l'homme du film.

### Source de la traduction
- (en) Cet article est partiellement ou en totalité issu de l’article de Wikipédia en anglais intitulé « Dancing Man » (voir la liste des auteurs).